# LOOP
Loop Barcelona es una plataforma dedicada a la imagen en movimiento en el arte contemporáneo, que nació en 2003, en Barcelona, como la primera feria a nivel mundial dedicada exclusivamente al video arte. Tras 10 ediciones, la feria es reconocida internacionalmente como un referente en el arte audiovisual y un indicador de las novedades creativas y discursivas dentro de este ámbito. En la feria participan alrededor de 40 galerías, invitadas por un comité de especialistas, que pueden mantener un contacto personal entre galerías y visitantes. El elemento que diferencia a Loop Barcelona de otros eventos similares es el espacio en el que tiene lugar la feria: un hotel. Las habitaciones son transformadas en screening rooms, creando una atmósfera relajada e íntima.

En paralelo a la feria Loop, se realiza la programación no comercial de exposiciones, proyecciones, conferencias y eventos que se engloban en el programa SCREEN Festival. Durante 10 días, se presenta la programación en más de 150 espacios de la ciudad que se generan a partir de colaboraciones con espacios de arte, instituciones culturales, centros de creación y plataformas de reflexión de Barcelona e internacionales. El objetivo del SCREEN Festival es hacer de Barcelona un espacio de descubrimiento de las estrategias creativas contemporáneas y crear una ocasión de interacción entre los participantes.
En 2014, Loop se celebra del 5 al 7 de junio, y SCREEN Festival, del 29 de mayo al 7 de junio.
Ambos eventos son organizados por la agencia cultural SCREEN PROJECTS, de Barcelona, especializada en la investigación, la experimentación, la comunidad, la difusión y la comercialización de las prácticas de la imagen en movimiento.

## Historia
2003
LOOP – THE PLACE FOR VIDEOART LOVERS fue creado por la Asociación Art Barcelona en 2003 como una plataforma activa de diseminación, creación y discusión del arte audiovisual. Junto con su red de profesionales, contemplaron la disciplina que es el videoarte como una vía capaz de suprimir las fronteras entre arte y sociedad. LOOP surgió de la transformación de la feria New Art, que durante siete ediciones ha llenado de arte las habitaciones de un hotel. La Feria LOOP se celebró del 27 al 30 de noviembre en el Barceló Hotel Sants de Barcelona.
2004

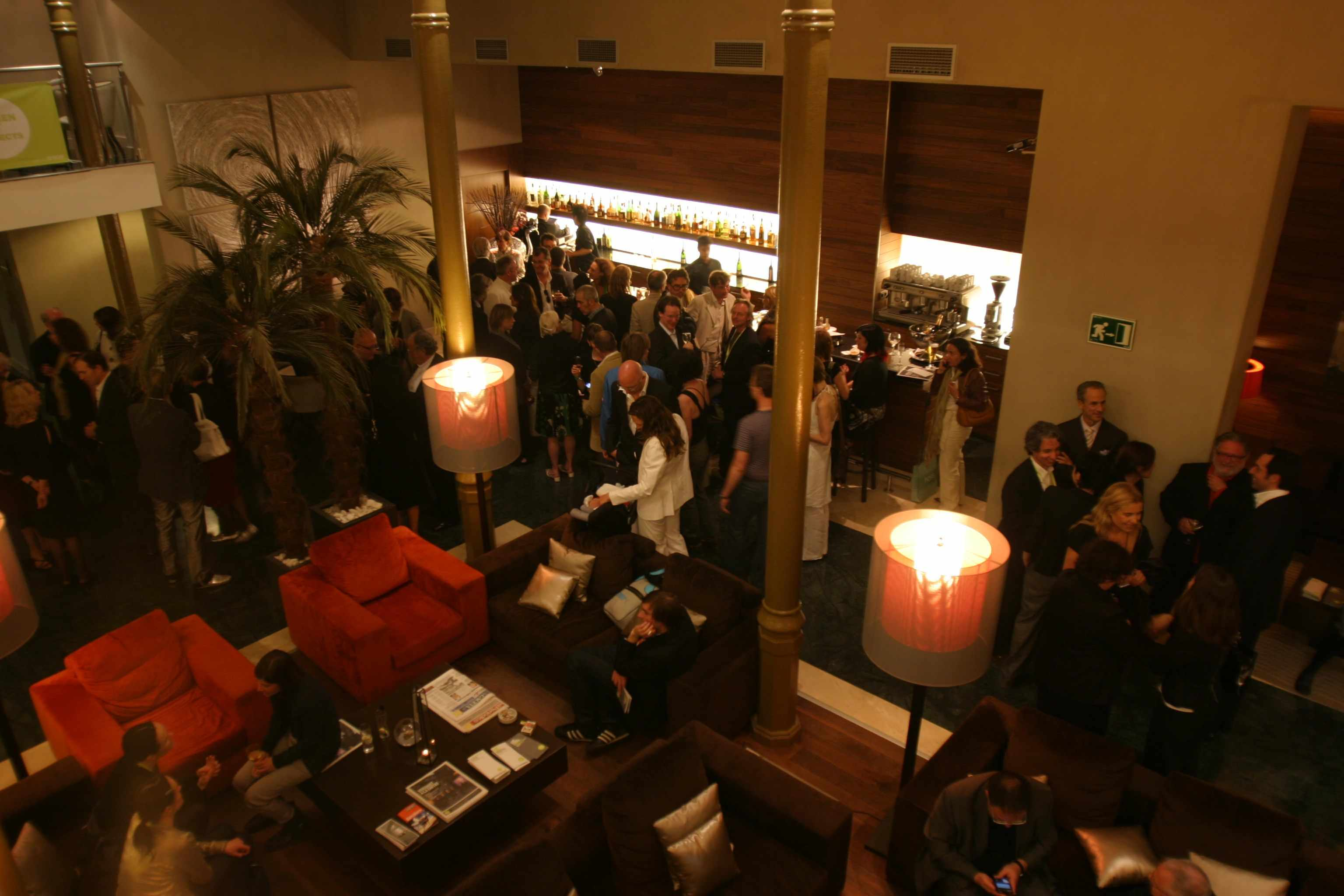
El hotel Catalonia Ramblas.

Del 18 al 21 de noviembre, 50 habitaciones de la primera planta del Barceló Hotel Sants estuvieron una vez más ocupadas por 50 galerías de ámbito internacional que, previa selección, presentaron sus propuestas de videoarte. También se habilitó un espacio de 900m2 en el que instituciones y museos presentarán sus colecciones de arte en vídeo. Revistas y publicaciones especializadas en arte contemporáneo ocuparon también un lugar destacado en la Feria LOOP. Para fomentar el coleccionismo, LOOP’04 ha creado el programa Mecenas del videoarte, formado por un grupo de instituciones y empresas comprometidas en la adquisición de obra presentada en la feria. Paralelamente, en centros artísticos, galerías y otros espacios de Barcelona, el videoarte estuvo presente a través del festival Off LOOP. También se ha programado un ciclo de conferencias en la Mediateca de Caixaforum y un curso organizado por Amics dels Museus de Catalunya.
2005

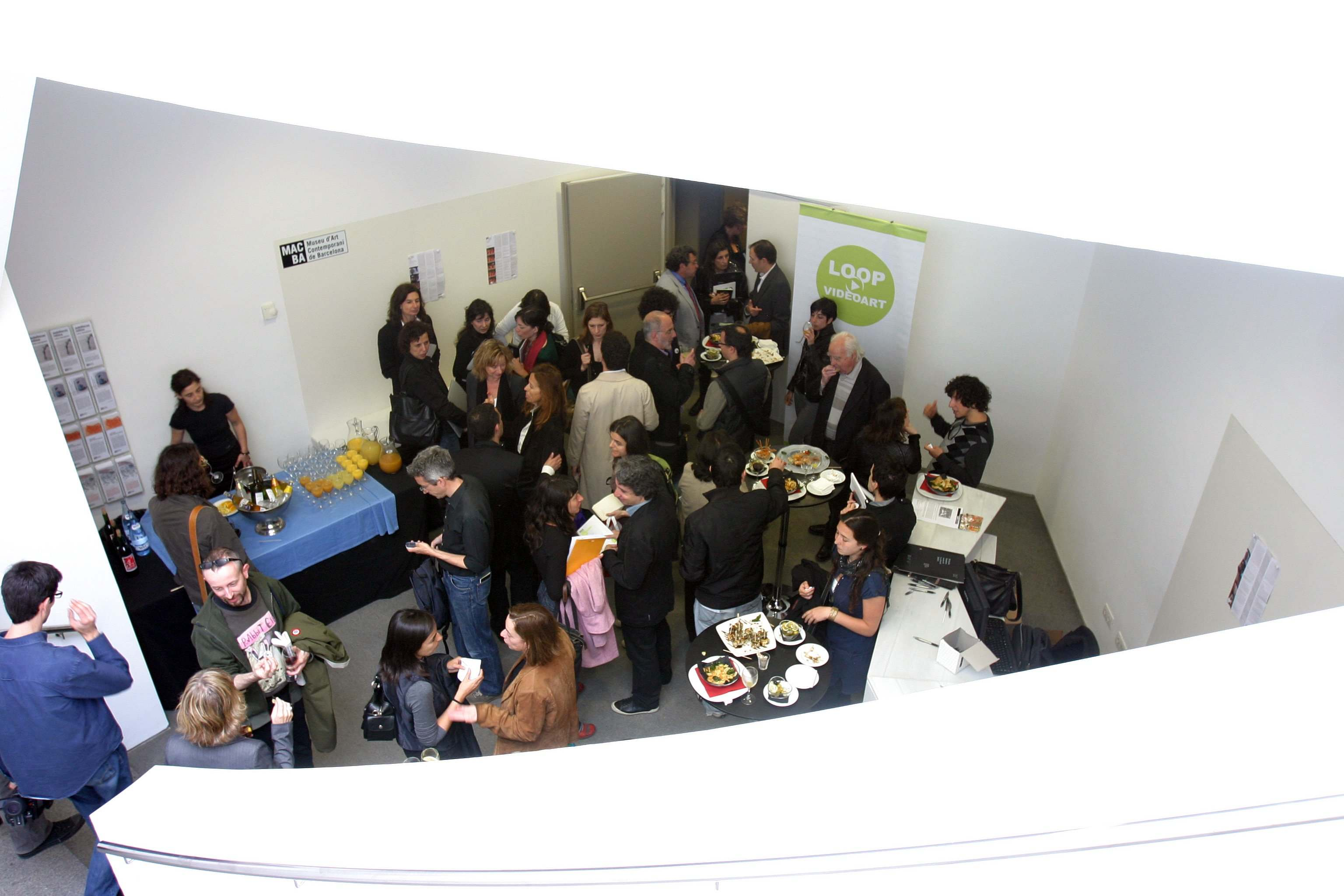
Rueda de prensa en el Auditori MACBA.

Festival LOOP volvió del 7 al 20 de noviembre con más de 350 artistas participantes presentando sus obras de videoarte en 8 rutas principales: Ruta El Raval, Ruta Ensanche, Ruta Calle Montcada, Ruta Montjuïc, Ruta Gràcia, Ruta Born/Ciutat Vella, Ruta Playa y Ruta Nau Ivanow. Uno de los éxitos del LOOP'05 era Video London. Con más de 150 participantes, esta extensa exposición presentó el panorama contemporáneo de videoarte realizado por jóvenes artistas que estudian, trabajan o exhiben en Londres. La Feria LOOP se celebró desde el 10 hasta el 13 de noviembre. Las 52 galerías invitadas de diferentes países presentaron sus más recientes obras de sus mejores video artistas en el Barceló Hotel Sants.
2006
La cuarta edición de la Feria LOOP, del 19 al 21 de mayo, ofreció un emocionante escaparate de prèmieres internacionales en las habitaciones del Hotel Pulitzer. Además, un espacio paralelo, Video Zone, presentó las colecciones de los grandes distribuidores de videoarte así como una diversa muestra de las últimas revistas y publicaciones de arte contemporáneo. Asimismo, la feria albergó Videofeedback, tres días seguidos de presentaciones de coleccionistas, mesas redondas, conferencias y talleres sobre temas claves y materias prácticas en el campo del videoarte.  Del 10 al 21 de mayo se celebró el festival de LOOP'06. Después tres ediciones Off LOOP siguió apostando por la dinamización cultural en espacios institucionales, espacios culturales independientes y lugares de ocio. Procurando un equilibrio entre extensión y densidad, el programa buscó explorar los rumbos de la videocreación y los vínculos del videoarte con otros campos, así como poner de relieve las múltiples fórmulas de reproducción y distribución del vídeo como formato y soporte.
2007
En su quinta edición, del 23 de mayo al 3 de junio, 180.000 visitantes han visto obras de más de 800 artistas en 108 espacios, desde instituciones como el CCCB o el MACBA a restaurantes y tiendas, presentando 66 programas comisariados, 20 universidades y 20 festivales internacionales. LOOP'07 se ha consolidado como un centro de estreno de premières indispensable para todos los profesionales dedicados al vídeo arte. Las 43 galerías seleccionadas para la Feria LOOP han presentado sus artistas a 4.000 profesionales, periodistas, comisarios y coleccionistas internacionales en el Hotel Catalonia Ramblas. En las Conferencias han participado los responsables de las instituciones importantes en el sector, como el MoMA, la Tate Modern, el MNACRS, el Centre Pompidou y el ZKM. Uno de los éxitos del Festival LOOP fue la proyección del Cremaster Cycle en el CCCB. Por primera vez en Barcelona se podrían ver el trabajo completo del reconocido artista Matthew Barney. The Cremaster Cycle es un ciclo de cinco películas que giran en torno a la génesis de la creación y que tienen como origen conceptual el músculo masculino cremaster.
2008

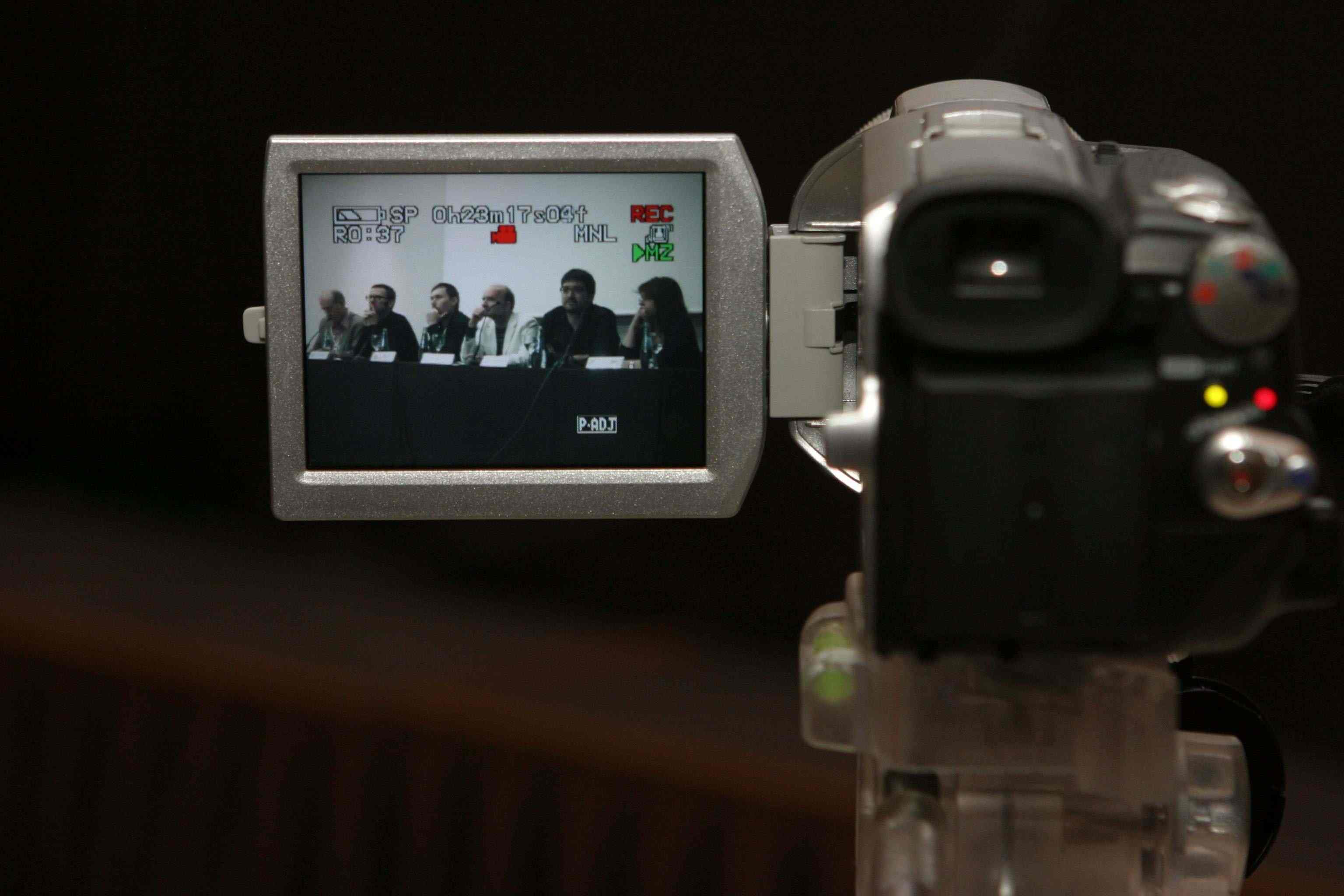
Una conferencia en el hotel.

La sexta edición, LOOP'08, abrió sus puertas del 6 al 18 de mayo de 2008. El Festival LOOP ha convertido a Barcelona en la capital del videoarte mostrando las obras de más de 800 artistas en 142 espacios de la ciudad. El programa LOOP Diverse, que nació el pasado año con el objetivo de explorar las posibilidades del video arte como vehículo de diálogo intercultural, ha sido impulsado con motivo del Año Europeo del Diálogo Intercultural 2008.  En esta edición se ha implicado a los 16 principales colectivos de inmigrantes residentes en Barcelona, y se han mostrado piezas de sus países de origen en un total de 37 establecimientos. El programa se cerró con una mesa redonda en el CCCB con la presencia de las artistas Hannah Collins y M. Rosa Jijón. La feria ocupó 44 habitaciones del Hotel Catalonia Ramblas, en las que se mostraban las 44 propuestas de las galerías seleccionadas, con un gran número de estrenos. LOOP’08 tenía una alta calidad de las obras presentadas y por la mayor afluencia de profesionales, comisarios y coleccionistas nacionales e internacionales, hecho que se tradujo en un mayor índice de contactos y de ventas respecto a pasadas ediciones.  

2009
La Feria LOOP’09 tuvo lugar del 28 al 30 de mayo en el Hotel Catalonia Ramblas que acogió a 36 galerías participantes. 
2009 significó la consolidación de la feria LOOP como centro de estreno ya que ofreció la oportunidad a las galerías de presentar las vídeo creaciones de artistas internacionales, tanto consagrados como emergentes. 
Muchas galerías escogieron específicamente LOOP como plataforma para estrenar piezas creadas de manera específica para la ocasión.  De las propuestas de la feria, un total de 15 obras (41%) fueron premieres mundiales y casi un 70% fueron piezas realizadas durante el 2008. 

2010
La Feria LOOP’10 tuvo lugar del 20 al 22 de mayo en el Hotel Catalonia Ramblas acogiendo las propuestas de las 36 galerías participantes. 
En la octava edición, la participación extranjera fue significativa dee las 36 galerías, 24 (el 67%)lo eran. 
Además de la feria, la oferta se completó con un programa de conferencias y presentaciones que reflexionaban alrededor de las principales cuestiones del videoarte: la creación, la distribución, la exhibición, la conservación, la producción y la comercialización. 
En cuanto al Festival, se presentó una selección de la plataforma Screen Projects, como por ejemplo la exposición Visiones Remotas, en el Centro de Arte Santa Mónica, una selección, a cargo de Paul Young, de 50 piezas de las últimas siete ediciones de la Feria LOOP. Así como también, la exposición en la Fundación Suñol Looping Memories, donde se mostraban las piezas de videoarte de una colección suiza.

2011
La Feria LOOP’11 tuvo lugar del 19 al 21 de mayo en el Hotel Catalonia Ramblas.
En la novena edición, el número de galerías participantes aumentó con un total de 42 galerías de 13 países. Un año más, la participación extranjera fue muy significativa de las 42 galerías, 32 (el 76%) eran extranjeras. 
En cuanto al SCREEN Festival, se construyó alrededor de ejes temáticos que exploraban cuestiones y circunstancias específicas y la manera en qué son tratadas por los artistas audiovisuales. Se agruparon diferentes exposiciones y actividades por temas. 
El festival contó con la participación de 150 espacios culturales de Barcelona, además de la presencia de 260 plataformas, 35 universidades y 14 festivales nacionales e internacionales. En total se han presentado más de 1000 piezas, entre las cuales 29 fueron premières mundiales, y se mostró la obra de 450 artistas y 60 comisarios provenientes de más de 40 países.

2012
La décima edición de la Feria LOOP se celebró del 31 de mayo al 2 de junio de 2012, en las habitaciones del Hotel Catalonia Ramblas.
En líneas generales, la décima edición de LOOP se caracterizó por un fuerte incremento en la internacionalización de la feria ya que el número de galerías extranjeras aumentó de 32 en 2011 a 40 en 2012.
Por otro lado, se utilizaron una gran diversidad de formatos, instalaciones, narrativas y discursos (desde largometrajes, a animación, a piezas generadas por computador, 16mm, etc.) 
Finalmente, la décima edición destacó por la cantidad de premières que tuvieron lugar en la feria: se estrenaron 20 premières mundiales, casi la mitad de piezas presentadas. 
En cuanto al SCREEN Festival, la edición 2012 contó con la participación de más de 200 entidades e instituciones de la ciudad de Barcelona (entre galerías, museos, centros cívicos y otros organismos) y presentó más de 600 piezas de videoarte de 519 artistas procedentes de 40 países en 138 espacios repartidos por toda la ciudad. 
A lo largo de 17 días pasaron más de 220.000 visitantes por las exposiciones y proyecciones de SCREEN Festival.

### Premios
Desde su primera edición, la Feria LOOP ha establecido los Premios LOOP para distinguir las piezas más sobresalientes así como las propuestas más notables de las galerías de cada edición.
Los premios son fallados por un jurado de expertos convocado cada año, en el que han participado agentes de reconocido prestigio como Bartomeu Marí (MACBA), Mark Nash (Documenta 11), Manolo Borja-Villel (MNCARS – Museo Reina Sofía), Christine van Assche (Centre Georges-Pompidou) o Barbara London (MoMA).

Se conceden 3 premios:
PREMIO HOTELES CATALONIA, a la mejor pieza seleccionada por el jurado. La obra es adquirida por SCREEN PROJECTS y cedida a la colección de la Fundación MACBA.

PREMIO SCREEN PROJECTS-LOOP, a la mejor propuesta de galería seleccionada por el jurado. La galería recibe una participación gratuita para la siguiente edición de la feria.

PREMIO EPSON, a la propuesta de mayor calidad técnica elegida por el jurado. EPSON, patrocinador tecnológico de LOOP, premia a la galería con una pieza de equipamiento tecnológico.

### Galerías participantes en la Feria LOOP'08
- Aline Vidal, París (Francia)
- Àngels Barcelona, Barcelona (España)
- Anita Beckers, Fráncfort del Meno (Alemania)
- Art Agents, Hamburgo (Alemania)
- BK Galerie Bernhard Bischoff, Berna (Suiza)
- Braverman by Art Projects, Tel Aviv (Israel)
- Carles Taché, Barcelona (España)
- Christopher Grimes, Santa Mónica (EE. UU.)
- Cortex Athletico, Burdeos (Francia)
- DNA, Berlín (Alemania)
- Ellen de Bruijne Projects, Ámsterdam (Países Bajos)
- Espaivisor - Galería Visor, Valencia (España)
- Figge Von Rosen, Colonia (Alemania)
- Filomena Soares, Lisboa (Portugal)
- Galerieofmarseille, Marsella (Francia)
- Gallery 55, Shanghái (China)
- gb agency (enlace roto disponible en Internet Archive; véase el historial, la primera versión y la última)., París (Francia)
- Gillian Morris, Berlín (Alemania)
- Grand Siecle, Taipéi (Taiwán)
- Guy Bärtschi, Ginebra (Suiza)
- Hardcore Art Contemporary (enlace roto disponible en Internet Archive; véase el historial, la primera versión y la última)., Miami (EE. UU.)
- Horrach Moyà, Palma de Mallorca (España)
- Joan Prats, Barcelona (España)
- Jocelyn Wolff, París (Francia)
- Kunstagenten, Berlín (Alemania)
- La B.A.N.K., París (Francia)
- La Caja Blanca, Palma de Mallorca (España)
- Llucià Homs, Barcelona (España)
- Luxe, Nueva York (EE. UU.)
- Magda Bellotti, Madrid (España)
- Martin Mertens, Berlín (Alemania)
- Mirta Demare, Róterdam (Países Bajos)
- Mizuma, Tokio (Japón)
- Moisés Pérez de Albéniz, Pamplona (España)
- Mummery + Schnelle, Londres (Inglaterra)
- Olaf Stüber, Berlín (Alemania)
- Olvier Houg (enlace roto disponible en Internet Archive; véase el historial, la primera versión y la última)., Lyon (Francia)
- Pierre-François Ouellette Art Contemporain, Montreal (Canadá)
- Play, Berlín (Alemania)
- Rubicon, Dublín (Irlanda)
- Senda, Barcelona (España)
- Sollertis, Toulouse (Francia)
- Tomás March Archivado el 25 de enero de 2021 en Wayback Machine., Valencia (España)
- Vera Cortês Art Agency, Lisboa (Portugal)

### Artículos de prensa
- BOSCO, ROBERTA (2008). «El videoarte abraza la pintura». El País (Edición de 10 de mayo de 2008).

- BOSCO, ROBERTA (2008). «Sensaciones de vídeoarte». El País (Edición de 9 de mayo de 2008).

- BOSCO, ROBERTA (2008). «La feria Loop exhibe en un hotel videoarte de 44 galerías». El País (Edición de 6 de mayo de 2008).

- REDACCIÓN (2008). «El festival Loop'08 arrenca avui amb obres de més de 800 artistes de 61 països diferents». Diari AVUI (Edición de 6 de mayo de 2008). (enlace roto disponible en Internet Archive; véase el historial, la primera versión y la última).

- REDACCIÓN (2008). «LOOP'08 participa en el año del Diálogo Intercultural de Barcelona». La Vanguardia (Edición de 5 de mayo de 2008). (enlace roto disponible en Internet Archive; véase el historial, la primera versión y la última).

- REDACCIÓN (2007). «Más de 180.000 personas han visitado en Barcelona el festival de videoarte Loop». La Vanguardia (Edición de 4 de junio de 2007). (enlace roto disponible en Internet Archive; véase el historial, la primera versión y la última).

- DPA (2007). «El videoarte toma Barcelona». El Mundo (Edición de 31 de mayo de 2007).

- DPA (2004). «Loop'04: el videoarte internacional en Barcelona». El Mundo (Edición de 18 de noviembre de 2004).

- SERRA, CATALINA (2003). «Loop clausura su primera edición con la "sorpresa" de haber logrado buenas ventas». La Vanguardia (Edición de 1 de diciembre de 2003).